# داریل اندرسون
داریل اندرسون (انگلیسی: Daryl Anderson؛ زادهٔ ۱ ژوئیهٔ ۱۹۵۱) یک هنرپیشه اهل ایالات متحده آمریکا است.
از فیلم‌های معروف او می‌توان به بازی در مجموعه لو گرانت اشاره کرد.